# Conus splendidulus
Espèce
Statut de conservation UICN

 DD  : Données insuffisantes
Conus splendidulus est une espèce de mollusques gastéropodes marins de la famille des Conidae.
Comme toutes les espèces du genre Conus, ces escargots sont prédateurs et venimeux. Ils sont capables de « piquer » les humains et doivent donc être manipulés avec précaution, voire pas du tout.

## Description
La taille de la coquille varie entre 43 mm et 70 mm. La coquille a une couleur brun-olive, ou cendrée, avec une bande centrale blanche, et généralement une autre obsolète sous l'angle de l'épaule, entourée de nombreuses lignes articulées châtaignes et blanches. La spire est maculée de marron. L'ouverture a une couleur chocolat clair avec une bande centrale blanche. .

## Distribution
Cette espèce marine est présente dans le Golfe d'Aden, au large du nord de la Somalie et au large des Laccadives.

### Niveau de risque d’extinction de l’espèce
Selon l'analyse de l'UICN réalisée en 2011 pour la définition du niveau de risque d'extinction, cette espèce est présente dans le golfe d'Aden qui comprend Djibouti, l'Érythrée, le nord de la Somalie et le Yémen. Cette espèce est actuellement considérée comme insuffisamment documentée, car aucun spécimen n'a été enregistré depuis 20 ans. Les populations en eaux peu profondes pourraient être menacées par les effets de la pollution et de l'envasement, du développement côtier, etc. mais on ne sait rien de l'état actuel de la population. Si un déclin continu est déterminé dans au moins certaines parties de son aire de répartition (Yémen), alors cette espèce pourrait devoir être réévaluée comme NT.

## Taxonomie

### Publication originale
L'espèce Conus splendidulus a été décrite pour la première fois en 1833 par le naturaliste, illustrateur et conchyliologiste britannique George Brettingham Sowerby I dans « The conchological illustrations or, Coloured figures of all the hitherto unfigured recent shells »,.

### Synonymes
- Conus (Strategoconus) splendidulus G. B. Sowerby I, 1833 · appellation alternative
- Conus anadema Tomlin, 1937 · non accepté
- Conus fasciatus Kiener, 1850 · non accepté
- Strategoconus splendidulus (G. B. Sowerby I, 1833) · non accepté